# ته جاده
ته جاده (انگلیسی: End of the Road) یک فیلم کمدی-درام کالت به کارگردانی آرام آواکیان محصول سال ۱۹۷۰ است که برندهٔ جایزهٔ پلنگ طلایی جشنواره فیلم لوکارنو شده‌است.

## بازیگران
- جیمز ارل جونز
- استیسی کیچ
- هریس یولین
- گریسون هال
- گراهام جارویس
- جیمز کوکو
- ام امت والش